# Yvon L'Heureux
Pour l’article homonyme, voir L'Heureux.
Yvon L'Heureux (né le 20 mars 1914 et mort le 29 mai 1984) est un marchand et homme politique fédéral du Québec.

## Biographie
Né à Saint-Cyrille-de-Wendover dans la région du Centre-du-Québec, il entame sa carrière politique en devenant échevin dans le conseil municipal de la ville de Belœil de 1943 à 1968. Il y sert également comme maire de 1968 à 1970.
Élu député du Parti libéral du Canada dans la circonscription fédérale de Chambly—Rouville en 1957, il est défait en 1958 par le progressiste-conservateur Maurice Johnson. Il effectue un retour sur la scène politique en remportant l'élection partielle déclenchée après le décès du député Bernard Pilon en 1971, dans la circonscription de Chambly. Réélu en 1972, il ne se représente pas en 1974.